# Jules Coste
Pour les articles homonymes, voir Coste.
Ne doit pas être confondu avec Jules Costé.
Jules Coste dit Coste-Labaume, né le 7 août 1840 à Dardilly, et mort à Saint-Cyr-au-Mont-d'Or le 9 septembre 1910, est un journaliste et homme politique  français. Il est aussi connu sous le nom de plume de Glaudius Canard.

## Biographie
Jules Coste né à Dardilly le matin du 7 août 1840. Sa mère Charlotte Ernestine Dubost et son père Bathélémy Jacques Antoine Coste, notaire, déclare Jules le lendemain. Exempté du service militaire en 1860, Jules Coste débute dans la vie active comme avoué.
Il épouse le 27 juin 1868 Marie-Françoise Barbier-Labaume et accole le nom de Labaume au sien. Il travaille avec son beau-père, Jacques-Eugène Labaume qui dirige une imprimerie située au 5 cours Lafayette. En 1871, à la mort de ce dernier, Jules Coste-Labaume reprend l'imprimerie. Attaché à la Ville de Lyon, il habite et travaille entre la Presqu’île et la rive gauche du Rhône. En 1874, il s’installe au 1 cours Vitton dans le déjà cossu 6e arrondissement. Il y reste quasiment jusqu’à sa mort.
Jules Coste-Labaume est un journaliste engagé. Il dirige et collabore à de nombreux journaux locaux, pour la plupart satiriques. En 1865, il lance le Journal de Guignol qui est rapidement interdit par la censure. Tout comme La Marionnette puis à La Renaissance (1874 à 1883) qui stoppe ses publications au bout de 10 ans d'existence. Il est d'ailleurs condamné pour certains de ses contenus. Il collabore avec d'autres journaux en rédigeant des articles pour La Mascarade ou le Tohu Bohu. En 1875, il publie un Annuaire du Rhône. Enfin il rejoint la rédaction du Courrier de Lyon de 1884 à 1886 puis de Lyon Républicain.  
Le couronnement de sa carrière arrive plus tard en tant que conseiller général du Rhône de 1897 à 1899, conseiller municipal de Lyon, administrateur des hospices civils de Lyon, administrateur de la Caisse d'épargne, vice-président de la commission administrative de l'école nationale des Beaux-Arts, membre du conseil académique et membre de l'académie du Gourguillon.

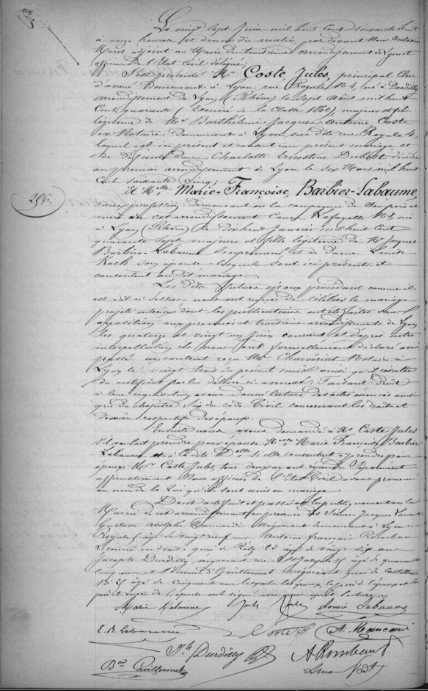
/ Acte de mariage de Jules Coste avec Marie-Françoise Barbier-Labaume à la mairie du 3e arrondissement de Lyon
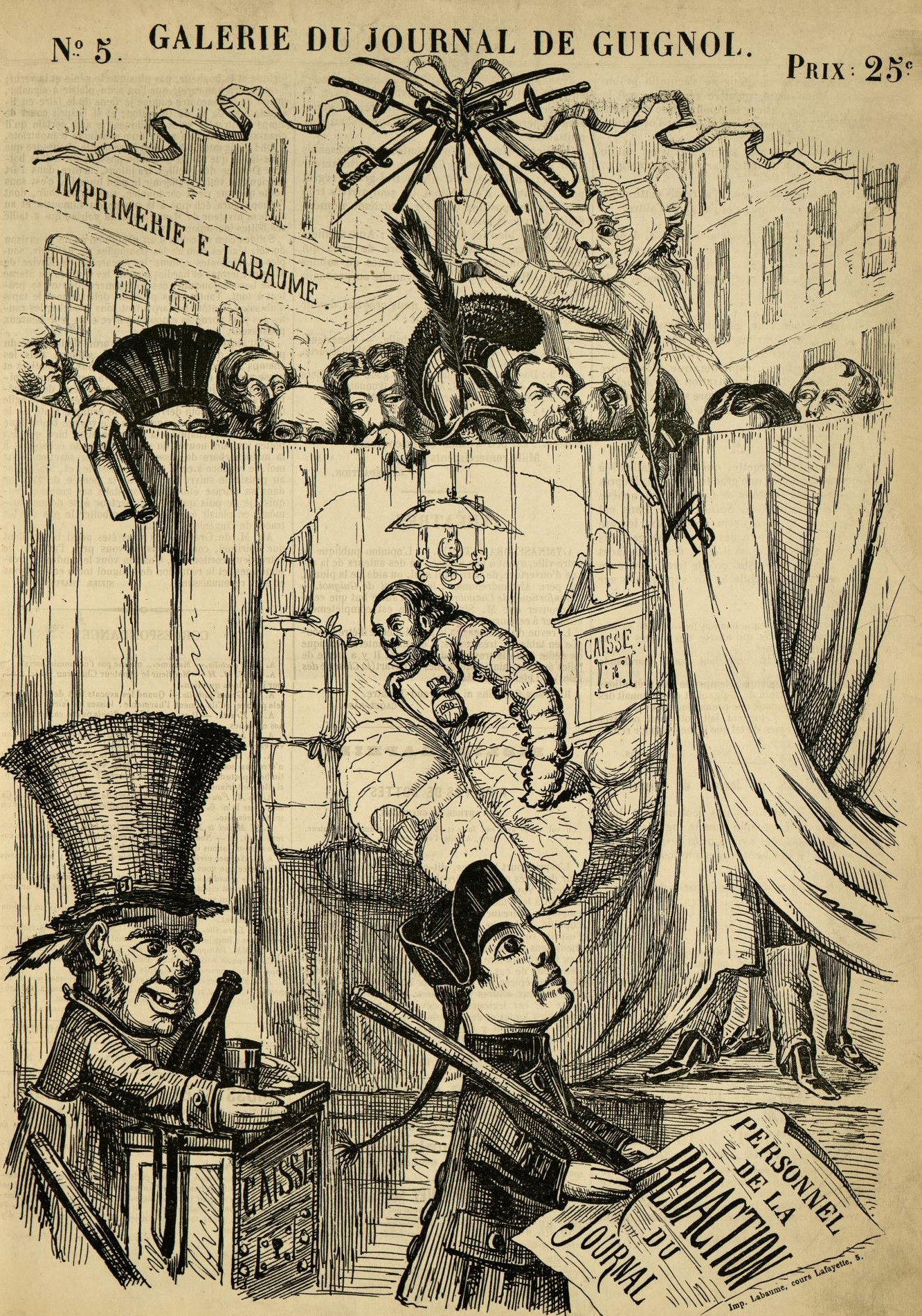
/ Caricature du Journal de Guignol n°5 avec l'imprimerie Labaume où il est produit
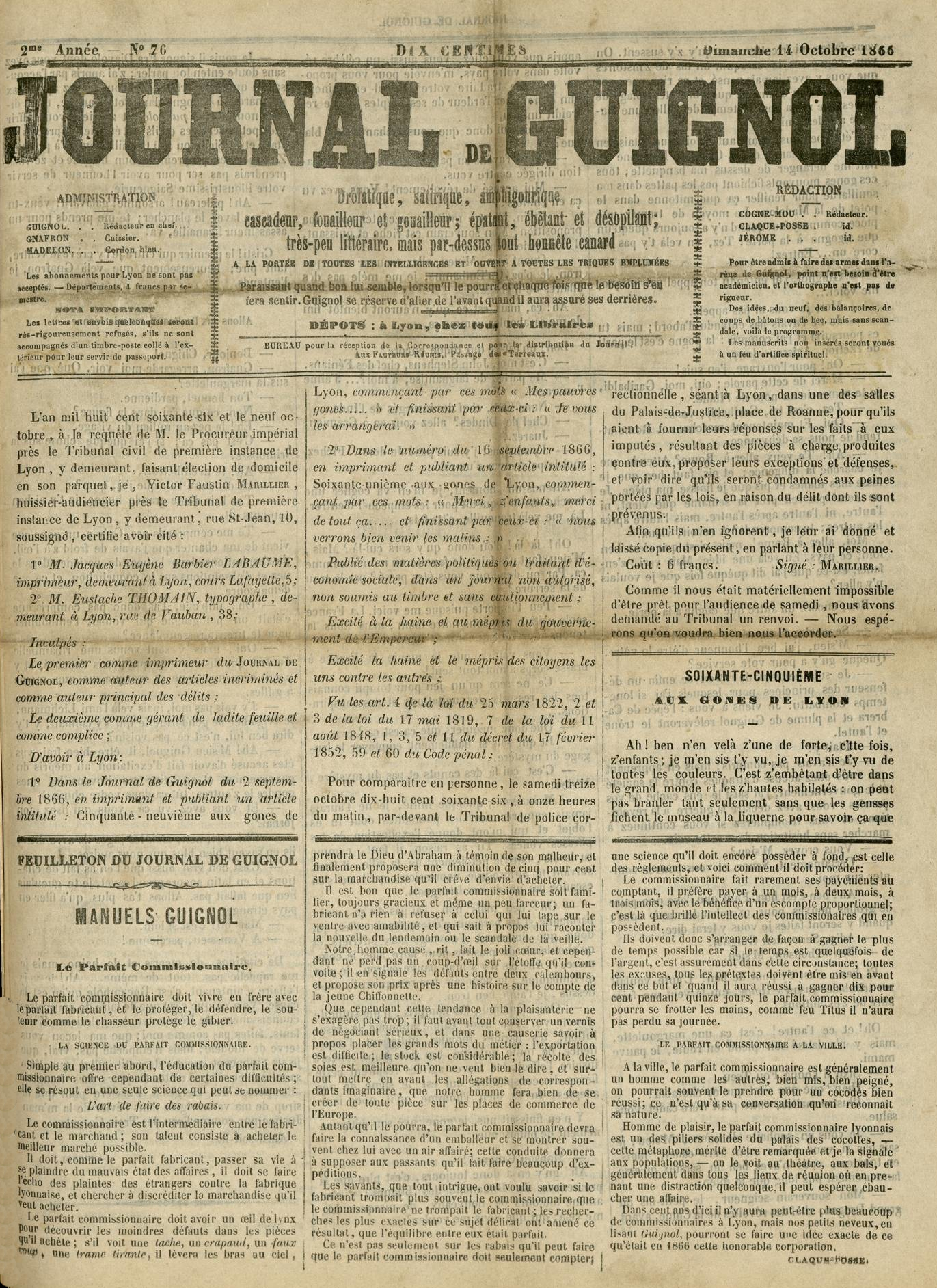
/ Journal de Guignol n°76 et l'annonce de la condamnation de ses rédacteurs

## Distinctions
Jules Coste est nommé chevalier de la Légion d'honneur le 6 février 1897 et promu officier le 15 janvier 1908.